# Persa incolorata
Persa incolorata is een hydroïdpoliep uit de familie Rhopalonematidae. De poliep komt uit het geslacht Persa. Persa incolorata werd in 1857 voor het eerst wetenschappelijk beschreven door McCrady. 